# Famille Faucon

La famille Faucon est une famille normande originaire de Toscane.
En 1495, Falco Falconi  quitta Florence et vint en France dans la suite du roi Charles VIII. Il s'établit à Montpellier puis ses descendants se fixèrent à Rouen.

## Principales personnalités
- Alexandre Faucon (1er du nom), seigneur de Ris, fut receveur général des Monnaies à Montpellier. Il se maria avec Françoise d'Albiac dont il eut 3 enfants.
- François Faucon (1484-1565) (2e du nom), frère cadet du précédent, se fit religieux après son veuvage. Il devint successivement évêque de Tulle (1544), d'Orléans (1550), de Mâcon (1552) et de Carcassonne (1555)[3].
- Claude Faucon (1536-1601), chevalier, seigneur de Ris, de La Borde, de Messy, de Frainville (Frainville en Beauce : à Prunay), etc. fut successivement conseiller au Parlement de Paris (1567), président aux Enquêtes (1579), et enfin Premier président au Parlement de Bretagne (1587)[2]. Il épousa Etiennette de Montmagny dont il eut 5 enfants. En 1577, il acheta à Henri III le fief de Charleval, qui sera érigé en marquisat par lettres-patentes de juin 1651 au profit de ses descendants[4].
- François Faucon, seigneur de Ris, aussi connu sous le nom de Commandeur de Ris, devint général des vaisseaux de Normandie[1]  sous Louis XIV.
- Alexandre Faucon (2e du nom) (1567-1628), seigneur de Ris et de Messy, fut conseiller au Parlement de Bretagne (1592), maître des requêtes (1595), président au Grand Conseil (1602), et enfin Premier président du Parlement de Rouen [2](1608).
- Charles Faucon (1573-1647), vicomte d'Aÿ, seigneur de Ris, de Frainville, de Charleval, etc. fut lui aussi Premier président au Parlement de Rouen[2]. Il épousa Charlotte du Drac d'Aÿ, dont il eut Claude Faucon de Frainville, et :
- Jean-Louis Faucon (1612-1693), seigneur de Ris et d'Orangis, marquis de Charleval, qui fut lui aussi Premier président au Parlement de Normandie[2].
- Charles Faucon (2e du nom) (1644-1691) aussi connu sous le nom de Charles Faucon de Ris, marquis de Charleval, comte de Bacqueville, fut également Premier président au Parlement de Normandie[2]. Lié avec Voiture, Scarron et Ninon de Lenclos, il fut poète et cultiva les lettres par plaisir[5].
- Charles-Jean Faucon, seigneur de Ris, marquis de Charleval, comte de Bacqueville, fut Premier maître de la Garde-robe de Monsieur, frère de Louis XIV. Il épousa Françoise de Bar (morte en 1727). Leur fille Anne Faucon (morte en 1763) eut 7 enfants de son mariage avec Jean-Prosper Goujon, seigneur de Gasville, d'Yville, baron de Châteauneuf (1684-1756).
- Jean-Baptiste Faucon (1682-1745), seigneur de Ris. Il épousa Charlotte Françoise d'Escorion de Fortelle. Leur fille unique Charlotte Françoise (1708-1789) épousa le marquis de Rochechouart (-Faudoas-Clermont) (1717-1777), l'un des quatre "otages" de la Sainte-Ampoule lors du sacre du roi Louis XVI à Reims.